# Yezoceryx apicipennis
Yezoceryx apicipennis là một loài tò vò trong họ Ichneumonidae.